# 国家联盟 (波多黎各)

国家联盟标志

国家联盟（西班牙語：Alianza de País）是波多黎各的一个左翼至中间偏左的选举联盟，成立于2023年1月23日，为应对2024年波多黎各大选而成立。该联盟由主张波多黎各独立的公民胜利运动和波多黎各独立党组成。